# Transformada Z de Chirp

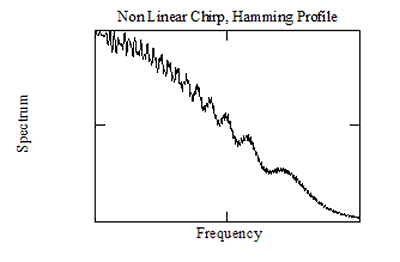
Gráfico de uma resposta espectral de um pulso de chirp, modelado por uma varredura não linear, para dar um perfil de Hamming

A transformada Z de chirp (CZT) é uma generalização da transformada discreta de Fourier (DFT). Enquanto a DFT faz a amostragem do plano Z em pontos uniformemente espaçados ao longo do círculo unitário, as amostras da transformada Z de chirp ao longo de arcos espirais no plano Z, correspondendo a linhas retas no plano S.
Especificamente, a transformada Z de chirp calcula a transformada Z em um número finito de pontos zk ao longo de um contorno espiral logarítmico, definido como:
{\displaystyle X_{k}=\sum _{n=0}^{N-1}x(n)z_{k}^{-n}}
{\displaystyle z_{k}=A\cdot W^{-k},k=0,1,\dots ,M-1}
Nessas equações A é o ponto inicial complexo, W é a razão complexa entre pontos e M é o número de pontos a serem calculados.
Como a DFT, a transformada Z chirp pode ser calculada em operações O (n log n) onde n=\max(M,N). Um algoritmo O (N log N) para a transformação Z de chirp inversa (ICZT) foi descrito em 2003, e em 2019.

## Transformadas Z
O algoritmo de Bluestein pode ser usado para calcular uma transformada mais geral baseada na transformada Z (unilateral) (Rabiner et al., 1969). Em particular, ele pode calcular qualquer transformada da forma
{\displaystyle X_{k}=\sum _{n=0}^{N-1}x_{n}z^{nk}\qquad k=0,\dots ,M-1,}
para um número complexo arbitrário z e para números diferentes N e M de entradas e saídas. Dado o algoritmo de Bluestein, essa transformada pode ser usada, por exemplo, para obter uma interpolação mais espaçada de uma parte do espectro (embora a resolução da frequência ainda seja limitada pelo tempo total de amostragem, semelhante a um Zoom FFT), aprimore arbitrariamente polos em análises de função de transferência, etc.
O algoritmo foi apelidado de chirp z-transform porque, para o caso da transformada de Fourier (|z| = 1), a sequência bn é uma senoide complexa de frequência linearmente crescente, que é chamada de chirp (linear) nos sistemas de radar.

### Transformada Z de chirp inversa (ICZT)
Stoytchev, juntamente com Vladimir Sukhoy, trabalharam juntos para desenvolver o algoritmo: transformada z de chirp inversa (ICZT). O ICZT é um procedimento passo a passo que mapeia a saída do algoritmo CZT de volta à sua entrada. Os dois algoritmos são semelhantes a uma série de dois prosme - o primeiro isola o comprimento de onda da luz branca em cores diferentes, e o segundo reverte o processo combinando o espectro de volta à luz branca. O ICZT pode ser usado com componentes de frequência em decadência ou crescente exponencialmente (ao contrário do IFFT) e que foi testado quanto à precisão numérica.
Também pode trabalhar com contornos que envolvem e executam várias revoluções ao longo do círculo. Isso permite o uso de componentes de frequência específicos (não ortogonais), o que eleva uma das principais restrições do IFFT e pode levar a uma melhor utilização do espectro. No círculo unitário, o algoritmo ICZT alcança alta precisão com apenas números de ponto flutuante de 64 bits e não requer precisão numérica adicional, facilitando a implementação. O algoritmo pode emparelhar-se bem com o algoritmo CZT existente para fazer análises de sinais consecutivos e síntese de sinais.